# Bacco di Aldaia
Il Bacco di Aldaia (in castigliano: Baco de Aldaya; in catalano: Bacus de Aldaia) è una scultura di marmo del dio romano Bacco che venne ritrovata in pezzi presso La Ereta dels Moros ad Aldaia, nella provincia di Valencia, tra il 1884 e il 1924. Il dio porta una corona di fiori ed è nudo eccetto per una pelle di cervo e dei sandali. La scultura è esposta al museo archeologico nazionale di Spagna, a Madrid. Una replica si trova al museo della Preistoria di Valencia.

## Storia
La parte inferiore della scultura venne ritrovata nel 1884 nella proprietà di La Ereta dels Moros, ad Aldaia, mentre un tale Pascual Simón arava i suoi campi. La famiglia decise di conservare i resti trovati credendo che questi facessero parte di una scultura di san Rocco. Intorno al 1924, quando l'autore del ritrovamento era già deceduto, suo figlio si imbatté nella parte rimanente della scultura mentre lavorava nello stesso campo. Fu allora, vedendo la statua completa nuda, che la famiglia si rese conto che non poteva trattarsi della raffigurazione di un santo e la vendette a un erudito valenzano. Nel 1931 faceva già parte del catalogo del museo archeologico nazionale di Spagna, dove venne ricostruita e restaurata.

## Descrizione
Il Bacco di Aldaia è realizzato in marmo bianco, in scala leggermente inferiore a quella naturale (109 centimetri di altezza). Il dio è rappresentato come un giovane che porta una corona di fiori e una fascia (la tenia) sul capo. Egli è nudo, eccetto per una pelle di cervo che gli attraversa il busto, e indossa dei sandali. Nella mano destra porta una brocca di vino, sotto la quale appare una pantera vigile. Nella mano sinistra doveva reggere un bastone (il tirso) andato perduto.
Il movimento del corpo è minimo e i fianchi sono fermi, nonostante la figura si appoggi sul piede destro. Anche le braccia non implicano un movimento delle spalle, per cui la figura soffre di una certa pesantezza. Per le sue caratteristiche, è stato escluso che l'opera si basasse su un modello greco. Per questo, inoltre, la si può datare probabilmente al II secolo, anche se alcuni autori la fanno risalire al I secolo.
Essendo una divinità, i tratti del volto possono essere idealizzati. Tuttavia, poiché i tratti e l'espressione sono senza ombra di dubbio quelli di un uomo giovane, certi autori ipotizzano che si tratti del ritratto di una persona con gli attributi della divinità, un fatto relativamente comune nella tradizione statuaria greco-romana.

## Origine e uso
Il marmo non è stato ancora analizzato, quindi non si può sapere con certezza se si tratti di una pietra tipica nelle botteghe della Spagna Tarraconense o se sia di importazione. Tuttavia, anche se il materiale fosse stato importato, sarebbe difficile verificare se sia stato scolpito dopo l'importazione o se l'opera fosse stata già scolpita quando venne acquistata. Date le dimensioni gli si attribuisce un uso privato, in quanto il culto pubblico preferiva delle statue di scala più grande. Inoltre, essendo stata trovata nel terreno di una villa rurale romana, sarebbe stata adoperata nel programma scultoreo decorativo del giardino o peristilio di una casa, dei luoghi dove si trovavano le sculture di questi dèi sempre legati alla natura.